# Mário Pedro (futebolista)
Mário Pedro ou simplesmente Marinho (23 de abril de 1926 — Bauru, 28 de junho de 2005), como era conhecido, foi um futebolista brasileiro, que atuava como atacante. Quando estava em atividade profissional, tinha 1,76m e 75 Kg.

## Carreira
Marinho atuou no Fluminense entre 31 de janeiro de 1952 e 12 de dezembro de 1954, tendo disputado 91 jogos pelo Tricolor, com 53 vitórias, 16 empates e 22 derrotas, marcando 44 gols.
A sua maior façanha foi ter sido artilheiro da Copa Rio de 1952, junto com Orlando Pingo de Ouro, com 5 gols, tendo feito gol na partida final, que acabou por dar o título de campeão ao Fluminense.[carece de fontes?] Em 5 de maio de 2020, após alguns dias de votação, os torcedores do Fluminense escolheram a partida Fluminense 3 a 0 Peñarol, válida pela Copa Rio de 1952, como a partida mais importante de sua História. Na partida que marcou a vitoriosa campanha invicta tricolor Marinho marcou duas vezes, e Orlando, uma, perante mais de 63.000 torcedores. O Peñarol era base da Seleção Uruguaia campeã mundial dois anos antes no mesmo Maracanã contra a Seleção Brasileira.
O fim de sua carreira no Tricolor, após sofrer grave contusão de ruptura dos ligamentos, coincidiu com a chegada de Waldo, que acabaria por se tornar o maior artilheiro da História do Fluminense.
Jogou também a partir de 1945, no Barretos, São Bento de Marília, Bauru (estes, antes de se transferir para o Flu), Santa Cruz (PE), Noroeste, Gênova (Itália), Tupã FC e pelo Lençoense, onde encerrou a sua carreira, em 1965.
Fluminense
- Copa Rio: 1952
- Taça Adriano Ramos Pinto: 1952 (Copa Rio - Fluminense versus Corinthians)
- Taça Cinquentenário do Fluminense: 1952 (Copa Rio - Fluminense versus Corinthians)
- Taça Milone: 1952 (Copa Rio - Fluminense versus Corinthians)
- Torneio José de Paula Júnior: 1952
- Copa das Municipalidades do Paraná: 1953
- Torneio Início: 1954